# Paraphasie
La paraphasie est un trouble du langage.
- La paraphasie phonémique est une transformation de la forme phonologique du mot. Les phonèmes ne sont pas déformés mais les erreurs consistent en la substitution, l'omission, l'ajout ou la transposition d'un ou de plusieurs phonèmes. Quand le mot cible n'est plus reconnaissable, ces productions sont appelées néologismes.

- La paraphasie verbale est une substitution lexicale (le mot produit appartient au lexique), et peut partager avec l'item cible des liens sémantiques (paraphasies sémantiques), une analogie phonémique (paraphasie verbale formelle) ou être sans rapport avec lui.

On retrouve ce trouble dans l'aphasie réceptive, l'aphasie de conduction, la démence de type Alzheimer et d'autres troubles dégénératifs.